# Robert Wu
Robert Wu es un actor, productor y escritor estadounidense. Interpretó a Ming, quien se transforma en una versión de "Ming el Despiadado", el archienemigo de Flash Gordon, (durante una alucinación que tiene Sam J. Jones, el actor que interpreta a Flash Gordon) en la película de Seth MacFarlane, Ted (2012). También trabajó con MacFarlane en episodios de Padre de familia, proporcionando voces para varios personajes del programa. También apareció como el personaje Scooby/Wayne en múltiples episodios de The Shield.

## Carrera

### Trabajo en cine y televisión
Además de Ted, Wu ha aparecido en las películas Hot Tub Time Machine (como el Sr. Wang), Baby de Juwan Chung (como el primer gángster Wah Ching), Kung Phooey (como Lo Fat) y SF de Phil Gorn (como el detective Yee). También apareció como traductor en el equipo de cuatro en Chinatown Squad de Stephane Gauger, escrita por el coprotagonista de Baby, Feodor Chin, y protagonizada por Chin y otro coprotagonista de Baby, David Huynh.
Probablemente sea más conocido por su papel recurrente en el programa de televisión Padre de familia como el Sr. Washee Washee. En Survivor's Remorse aparece regularmente como Chen, un ejecutivo de calzado chino. En The Shield actúa como Scooby/Wayne. Otros programas de televisión en los que ha aparecido incluyen It's Always Sunny in Philadelphia (como el hombre en el episodio "The Gang Gets Trapped"), ¡Buena suerte, Charlie! (como Tim), Mentes criminales (como Paul Jones), The Defenders (como ADA Gow), Rubicon (como Chair Bumper Guy), The Good Guys (como Lee Huang), Bones (como James Sok), 7th Heaven (como el Doctor Thomas Quawn), George Lopez (como Andrew), Threshold (como Philip Choi), Numb3rs (como Raymond Hmong), Clubhouse (como Von), Robbery Homicide Division (como Binh Joe/Bobby Poon), Boston Public (como Younger Man), Nash Bridges (como Consulate Guard) y la serie de televisión china Tou du .

### Trabajo de voz en videojuegos
Wu también ha prestado su voz a videojuegos como Resident Evil 6, Ace Combat: Assault Horizon, MAG, LA Noire, Dead to Rights: Retribution, No More Heroes 2: Desperate Struggle, X-Men Origins: Wolverine (la voz de David Nord/Agent Zero ), Metal Gear Solid 4: Guns of the Patriots, GoldenEye: Rogue Agent y s Rise to Honor de Jet Li.

## Filmografía

### Películas
| Año  | Título                  | Papel                       | Notas          |
| ---- | ----------------------- | --------------------------- | -------------- |
| 2003 | Kung Phooey             | Lo Fat                      |                |
| 2007 | Baby                    | Wah Ching #1                |                |
| 2007 | Nanking                 | Li Pu                       |                |
| 2010 | Hot Tub Time Machine    | Mr. Wang                    | Sin acreditar  |
| 2012 | Ted                     | Asian Man "Ming"            |                |
| 2017 | Logan                   | Federale                    |                |
| 2017 | Weird City: Street Root | Cassander Li                | Cortometraje   |
| 2018 | Leverage                | Trey                        | Cortometraje   |
| 2019 | Maternal Instinct       | Dr. Lee                     | Película de TV |
| 2023 | El Rey Mono             | Ministro del palacio, Pigsy |                |

### Televisión
| Año       | Título              | Papel                                                | Notas                                                 |
| --------- | ------------------- | ---------------------------------------------------- | ----------------------------------------------------- |
| 2005      | George Lopez        | Andrew                                               | Episodio: "George Says I Do... More in This Marriage" |
| 2011      | Good Luck Charlie   | Tim                                                  | Episodio: "Meet the Parents"                          |
| 2011      | Criminal Minds      | Paul Jones                                           | Episodio: "With Friends Like This"                    |
| 2011-2020 | Family Guy          | Mr. Washee Washee, Octopus, Charles Yamamoto, varios | 21 episodios                                          |
| 2014-2017 | Survivor's Remorse  | Da Chen Bao                                          | 22 episodios                                          |
| 2017      | The Librarians      | Sterling Lam                                         | Episodio: "And the Fatal Separation"                  |
| 2018      | The Big Bang Theory | Tam Nguyen                                           | Episodio: "The Tam Turbulence"                        |

### Videojegos
| Año  | Título                                   | Papel                        | Notas |
| ---- | ---------------------------------------- | ---------------------------- | ----- |
| 2003 | Rise to Honor                            | Billy Soon                   |       |
| 2004 | GoldenEye: Rogue Agent                   |                              |       |
| 2008 | Metal Gear Solid 4: Guns of the Patriots | Enemy Soldiers, MGO Soldiers |       |
| 2009 | X-Men Origins: Wolverine                 | David Nord/Agent Zero        |       |
| 2010 | No More Heroes 2: Desperate Struggle     | Ryuji                        |       |
| 2010 | MAG                                      | S.V.E.R. Soldier #2          |       |
| 2010 | Dead to Rights: Retribution              | Triad, Security Guard        |       |
| 2011 | L.A. Noire                               | Male Pedestrian 7            |       |
| 2011 | Ace Combat: Assault Horizon              | Nomad 61                     |       |
| 2012 | The Expendables 2 Videogame              | Enemy                        |       |
| 2012 | Resident Evil 6                          | Civilians                    |       |
| 2012 | Family Guy: Back to the Multiverse       | Voces adicionales            |       |
| 2017 | LawBreakers                              | Feng                         |       |